# 北山村立北山小学校
北山村立北山小学校（きたやまそんりつ きたやましょうがっこう）は、和歌山県東牟婁郡北山村大沼にある公立小学校。児童数は平成19年度時点で17人。

## 沿革
- 1878年3月 - 学校設立
- 1896年4月1日 - 併合して、大沼下尾井尋常小学校に改称
- 1897年2月 - 教員欠員の為、一時閉校
- 1898年8月25日 - 再開校
- 1901年3月15日 - 新築校舎竣工で開校式挙行、北山第一尋常小学校と改称
- 1905年4月16日 - 高等科併置、北山第一尋常高等小学校と改称
- 1909年1月7日 - 新校舎完成
- 1909年4月20日 - 農業補習学校併設
- 1941年4月1日 - 北山第一国民学校と改称
- 1947年4月1日 - 北山第一小学校と改称
- 1953年9月25日 - 台風13号による水害
- 1955年11月15日 - 運動場竣工
- 1959年9月26日 - 伊勢湾台風により校舎床下浸水、運動用具流失
- 1965年7月30日 - プール設置
- 1969年1月20日 - 鉄筋校舎竣工
- 1966年4月1日 - 北山第二小学校を統合、児童はスクールバス通学
- 1967年4月1日 - 北山第三小学校を併合、北山小学校と改称
- 1977年10月23日 - 北山小学校創立百周年記念祭典を全村あげて挙行
- 1996年6月21日 - ボランティア協力校に指定
- 2007年3月28日 - 北山中学校敷地内に新校舎が完成[1]